# Georges Régnier
Pour les articles homonymes, voir Régnier.
Georges Régnier, né  le 17 avril 1913  dans le 14e arrondissement, arrondissement où il est mort le 17 janvier 1992, est un réalisateur français.

## Biographie
Georges et Marcelle Régnier ont traduit du hongrois un texte de Sándor Márai en 1958.

## Filmographie
Cinéma
- 1941 : Jeunes en montagne (court métrage)
- 1947 : Combat pour tous (court métrage)
- 1947 : Monsieur Badin (court métrage)
- 1948 : Ceux du Tchad (court métrage)
- 1949 : Paysans noirs
- 1959 : De terre et de mer (court métrage documentaire)
- 1962 : Le Rossignol de Kabylie (court métrage)
- 1962 : Châteaux et rivières (documentaire)

Télévision
- 1967 : Les Sept de l'escalier quinze B
- 1970 : Nanou
- 1976 : Celui qui ne te ressemble pas
- 1983 : Pauvre Eros

Assistant réalisateur
- 1947 : Panique de Julien Duvivier
- 1951 : Sous le ciel de Paris de Julien Duvivier

## Publications
- Film et couleur, la pratique du cinéma en couleur 8, 9, 5, 16 mm, P. Montel, 1959
- Construire un film, le film d'amateur du scénario à la projection, Photo-Cinéma, 1957
- Le Cinéma d'amateur, Larousse, Montel, 1969
- La tête pleine d'images : autobiographie d'un cinéaste, présentation de Jacques Mény, Ed. de Haute-Provence, 1993